# Конечна, Катержина
Катержина Конечна (чеш. Kateřina Konečná; род. 20 января 1981, Нови-Йичин) — чешский политический деятель. Председатель Коммунистической партии Чехии и Моравии (KSČM) с 23 октября 2021 года. Депутат Европейского парламента в 2004 году и с 2014 года. В прошлом — член Палаты депутатов (2002—2014).

## Биография
Родилась 20 января 1981 года в городе Нови-Йичин в Чехословакии.
Её отец Карел Конечны (Karel Konečný; род. 7 октября 1948) был секретарём районного комитета Коммунистической партии Чехословакии (KSČ) по сельскому хозяйству. После Бархатной революции и падения коммунизма её мать работала аранжировщицей в частной компании, а отец — экономистом в частной компании. Отец был выдвинут «Гражданским форумом» в члены комиссии по приватизации.
Окончила гимназию в Нови-Йичине. В 1999 году поступила на факультет экономики и управления Масарикова университета в Брно. После избрания в Палату депутатов в 2002 году перешла на комбинированное обучение. В 2003 году получила степень бакалавра. В 2009 году получила степень инженера в частном Университете финансов и управления (VŠFS). В 2013 году окончила юридический факультет Масарикова университета, где получила степень бакалавра.
В школьные и студенческие годы работала на складе Danone, уборщицей в Groupe Carrefour, хостес и бухгалтером.

## Политическая карьера
Ходила на демонстрации протеста против бомбардировок Югославии (1999), демонстрации протеста антиглобалистов против 55-й ежегодной сессии Международного валютного фонда (МВФ) и Всемирного банка, которая открылась в Праге 26 сентября 2000 года.
В возрасте 21 года по результатам парламентских выборов 2002 года избрана в Палату депутатов в избирательном многомандатном округе Моравско-Силезского края как беспартийный кандидат от Коммунистической партии Чехии и Моравии (КПЧМ). Стала самым молодым депутатом парламента.
После подписания 16 апреля 2003 года Афинского договора о расширении Европейского союза и присоединении к нему Чехии Катержина Конечна стала 23 апреля членом чешской делегации из 24 членов Палаты депутатов и Сената в качестве наблюдателей в Европейском парламенте. Присоединилась к фракции «Левые в Европейском парламенте – GUE/NGL» и стала членом Комитета по занятости и социальным вопросам. 1 мая 2004 года Афинский договор вступил в силу и Катержина Конечна путём кооптации стала полноправным депутатом Европейского парламента 5-го созыва.
Баллотировалась на выборах в Европейский парламент 2004 года от КПЧМ, но не была избрана.
В возрасте 24 лет, в 2005 году вступила в КПЧМ.
Переизбрана в Палату депутатов на выборах 2006 года и выборах 2010 года. 28 августа 2013 года президент Милош Земан распустил Палату депутатов.
Баллотировалась на выборах в Европейский парламент 2009 года от КПЧМ, но не была избрана.
Баллотировалась на муниципальных выборах 2006 года от КПЧМ в городского совета Нови-Йичина, но не была избрана. По результатам следующих выборов 15—16 октября 2010 года избрана депутатом городского совета Нови-Йичина. Переизбиралась на выборах 2014, 2018 и 2022 годов.
Переизбрана в Палату депутатов на досрочных выборах 2013 года. Покинула парламент 30 июня 2014 года после избрания в Европейский парламент. Её преемником стал Лео Лузар.

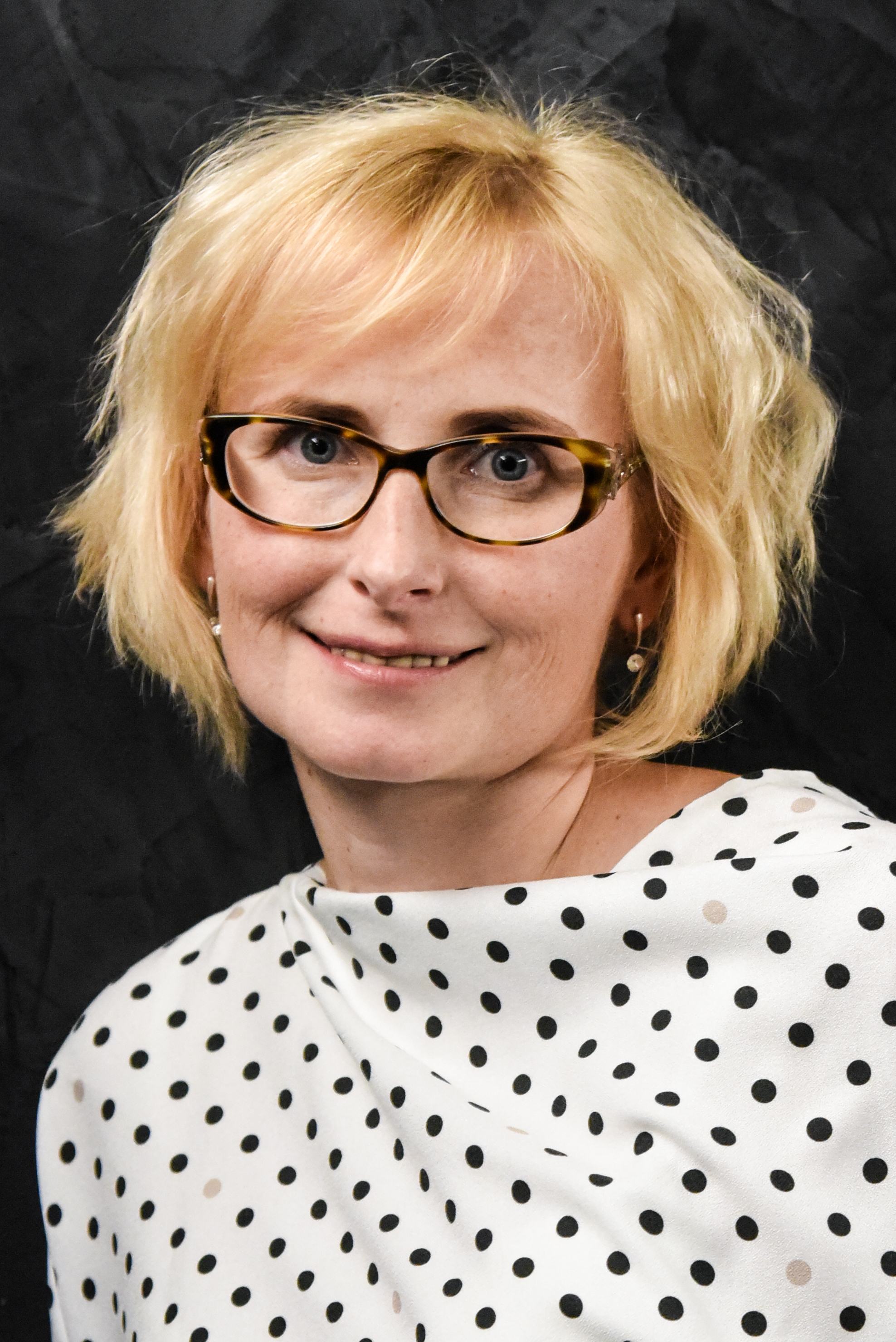
Конечна в 2018 году

22 февраля 2014 года центральный комитет КПЧМ решил, что Катержина Конечна возглавит список партии на выборах в Европейский парламент 23—24 мая. Партия получила три места. Катержина присоединилась к фракции «Левые в Европейском парламенте – GUE/NGL» и стала членом Комитета Европейского парламента по окружающей среде, здравоохранению и безопасности пищевых продуктов (ENVI).
На 10-м съезде в Нимбурке 21 апреля 2018 года баллотировалась на пост председателя партии, но был переизбран Войтех Филип. Затем избрана заместителем председателя партии. Ушла с поста 17 апреля 2021 года в знак протеста против отказа центрального комитета партии уволить Войтеха Филипа после поражения партии на региональных выборах 2020 года.
Катержина Конечна возглавила список КПЧМ на следующих выборах 2019 года. Партия получила одно место. Катержина присоединилась к фракции «Левые в Европейском парламенте – GUE/NGL» и стала членом Комитета по вопросам внутреннего рынка и защиты прав потребителей (IMCO) и Комитета по транспорту и туризму (TRAN).
На парламентских выборах 8—9 октября 2021 года КПЧМ потеряла представительство в Палате депутатов. После выборов председатель партии Войтех Филип подал в отставку. На внеочередном съезде 23 октября новым председателем избрана Катержина Конечна в первом туре, получив 175 голосов делегатов. Её конкуренты Йозеф Скала и Хана Аулицка Йировцова получили 70 и 63 голоса соответственно. Войтех Филип поддержал Аулицку. Переизбрана на 11-м съезде партии в мае 2022 года.
На следующих выборах 2024 года Катержина Конечна возглавила список избирательного блока «Хватит!», в который вошли КПЧМ, Чешская национально-социальная партия (ČSNS) и правонационалистическая партия «Объединённые демократы — Aссоциация независимых» (SD-SN). Второе место занял Ондржей Достал. Блок получил два места. КПЧМ была исключена из фракции «Левые в Европейском парламенте – GUE/NGL», и Катержина стала независимым депутатом и членом Комитета по вопросам внутреннего рынка и защиты прав потребителей (IMCO).
Занимает антиправительственную позицию, критикует коалиционное правительство под руководством премьер-министра Петра Фиалы.
Занимает пророссийскую позицию, последовательно голосует в Европейском парламента против продолжения помощи Украине. Представители КПЧМ держали плакаты с надписью: «КПЧМ против фашизма» на демонстрации протеста против встречи в рамках «турне по Европе» представителей украинской 3-й ОШБр («азовцев») с соотечественникам в Праге 31 июля 2024 года. Катержина Конечна выступила против встречи в открытом письме, адресованном министру иностранных дел Яну Липавскому:
Проведение подобного мероприятия, которое узаконивает и пропагандирует неонацизм, следует решительно отвергать, в том числе и в Чехии.
Возглавляет список избирательного блока «Хватит!» (коалиция КПЧМ и ряда иных сил, включая ) на парламентских выборах, назначенных на 3—4 октября 2025 года. 18 феврале Маркета Пекарова Адамова, председатель партии «ТОП 09» в сети Х сообщила, что отказывается от участия в предвыборной кампании из-за проблем со здоровьем. Катержина Конечна прокомментировала в сети Х сообщение Пекаровой Адамовой фразой: «С каких это пор муки совести стали проблемами со здоровьем?» За это она подверглась волне критики. Позже Конечна удалила своё сообщение и извинилась перед Пекаровой Адамовой.

## Личная жизнь
В 2008 году вышла замуж за Знедека Трефила (Zdeněk Trefil). У пары — сын.